# Elias Atmatsidis
Elias Atmatsidis (Kozani, 24 april 1969) is een Grieks voormalig voetbaldoelman.

## Biografie

### Clubcarrière
Atmatsidis speelde het grootste deel van zijn carrière voor AEK Athene, dat hem in 1992 wegplukte bij Pontioi Veria FC. Hij werd in zijn eerste seizoen bij de club uit de hoofdstad meteen landskampioen, al speelde hij dat seizoen wel geen enkele competitiewedstrijd. Na het vertrek van eerste doelman Antonis Minou in de zomer van 1993 veroverde Atmatsidis een vaste stek onder de lat bij de hoofdstedelingen. In zijn eerste seizoen als eerste doelman mocht Atmatsidis meteen een tweede landstitel bijschrijven op zijn palmares. De Beker van Griekenland won hij zelfs viermaal: in 1996, 1997, 2000 en 2002. Ook individueel viel Atmatsidis in zijn Atheense periode in de prijzen: in 1998 en 1999 werd hij verkozen tot Doelman van het jaar in de Alpha Ethniki.
Atmatsidis speelde in totaal 251 competitiewedstrijden voor AEK Athene. Hij was van 1994 tot 2001 eerste doelman bij de club. In het seizoen 2001/02 verloor hij zijn basisplaats echter aan Dionysis Chiotis. Atmatsidis trok in 2002 dan maar naar PAOK Saloniki, waar hij in 2003 voor de vijfde keer de Beker van Griekenland won. Atmatsidis stopte in 2005 met voetballen.

### Interlandcarrière
Atmatsidis maakte op 23 maart 1994 zijn debuut voor Griekenland in een vriendschappelijke interland tegen Polen, waarin hij tijdens de rust mocht invallen voor Antonis Minou. Atmatsidis werd geselecteerd voor het WK 1994, waar hij in de tweede groepswedstrijd in actie kwam tegen Bulgarije. Griekenland verloor die wedstrijd met 4-0, mede door twee doelpunten van toenmalig Barcelona-spits Hristo Stoichkov.
Zijn laatste interland speelde Atmatsidis in 1999. Hij kwam in totaal 47 keer uit voor zijn vaderland.

## Erelijst

### Als speler
| Competitie           |            |                        |            |            |
| Competitie           | Aantal     | Jaren                  |            |            |
| AEK Athene           | AEK Athene | AEK Athene             | AEK Athene | AEK Athene |
| -------------------- | ---------- | ---------------------- | ---------- | ---------- |
| Grieks landskampioen | 2x         | 1992/93, 1993/94       |            |            |
| Griekse voetbalbeker | 4x         | 1996, 1997, 2000, 2002 |            |            |
| Griekse supercup     | 1x         | 1996                   |            |            |
| Doelman van het jaar | 2x         | 1998, 1999             |            |            |
| PAOK Saloniki        |            |                        |            |            |
| Griekse voetbalbeker | 1x         | 2003                   |            |            |